# 하우스 (1986년 영화)
《하우스》(영어: House)는 미국에서 제작된 스티브 마이너 감독의 1985년 코미디 공포 영화이다. 윌리엄 캣 등이 출연하였고, 숀 S. 커닝햄 등이 제작에 참여하였다.
인기에 힘입어 시리즈화되었으며, 속편 《하우스 2》(1987, House II: The Second Story), 《하우스 3》(1989, House III), 《하우스 4》(1992, House IV)가 나왔다.

## 줄거리
공포 소설가 로저 코브는 최근 궁지에 몰려 있다. 외아들 지미는 집 마당에서 홀연히 실종됐고, 그 여파로 유명 배우인 아내 샌디와 별거에 들어갔으며, 집이 지미를 데려간 거라고 주장하던 이모는 목을 매달아 자살하였고, 출판 담당자는 신작을 내놓으라고 압박을 하고 있다.
로저는 화가였던 이모의 장례식을 치른 뒤 베트남 전쟁에서 겪은 참상을 토대로 소설을 집필한다. 로저는 그간 전사한 전우 빅 벤을 향한 죄책감에 시달려 왔다.
로저는 집에서 벌어진 각종 이상 현상을 겪은 끝에 이모 침실의 옷장에서 괴물에게 공격까지 당하자 전투복을 입어 방비하고 심령 현상을 촬영할 도구를 정렬한다. 곧 샌디가 방문을 했나 싶더니 늙은 마녀 형상의 괴물이 본색을 드러내고, 반강제로 돌보게 된 이웃의 아이까지 그렘린들이 납치하려 든다. 장난이 심한 이 괴물들 중 하나를 포획하려다가 로저는 이모 침실 옷장을 통해 과거 환영 속으로 끌려간다. 그곳에서 로저는 차라리 자신을 죽여 달라고 애원하는 빅벤과 재회한다. 하지만 도움을 구해 돌아오겠다고 약속했던 과거와 마찬가지로 로저는 차마 빅벤을 직접 죽이지 못하고 자리를 떠 버리고, 빅벤은 적군에게 생포된다.
다시 현세로 돌아온 로저는 이모가 그렸던 그림에서 단서를 발견하고 화장실 약품 보관 선반의 거울을 도끼로 깬다. 거울이 사라진 자리에 사악한 이계로 이어지는 깊은 어둠이 드러나고, 로저는 그곳으로 내려가 대나무를 엮어 만든 감옥 안에 갇힌 아들 지미를 발견한다. 로저는 지미를 껴안고 이계의 늪 안으로 헤엄쳐 들어가 지미를 잃어 버렸던 현세계의 집 수영장으로 안전히 빠져나온다.
곧 로저는 그를 쫓아온 언데드 빅벤과 대면한다. 적에게 몇 주간 고문 당한 끝에 죽은 빅벤은 로저를 상대로 복수를 다짐했었다. 로저는 과거와의 작별을 선언하며 빅벤의 몸에 수류탄을 꽂아 터트리고 지난 회한에 종지부를 찍는다. 영화는 로저가 아내와 아들이 재회하는 장면을 기쁘게 바라보는 모습으로 끝이 난다.

## 출연진
- 윌리엄 캣 - 로저 코브 역
- 조지 웬트 - 해럴드 고턴 역
- 리처드 몰 - 빅 벤 역
- 케이 렌즈 - 샌디 싱클레어 역
- 마뤼 스테빈 - 태니아 역
- 마이클 엔사인 - 쳇 파커 역
- 에릭 실버, 마크 실버 - 지미 역
- 펠릭스 실라 - 리틀 크리터 역
- 제리 매런 - 리틀 크리터 역
- 민디 스털링 - 서점의 여성 역
- 앨런 오트리 - 경관 역
- 스티븐 윌리엄스 - 경관 역

## 기타 제작진
- 미술: 그레그 폰세이카
- 의상: 버너뎃 오브라이언